# Гірські породи Венери

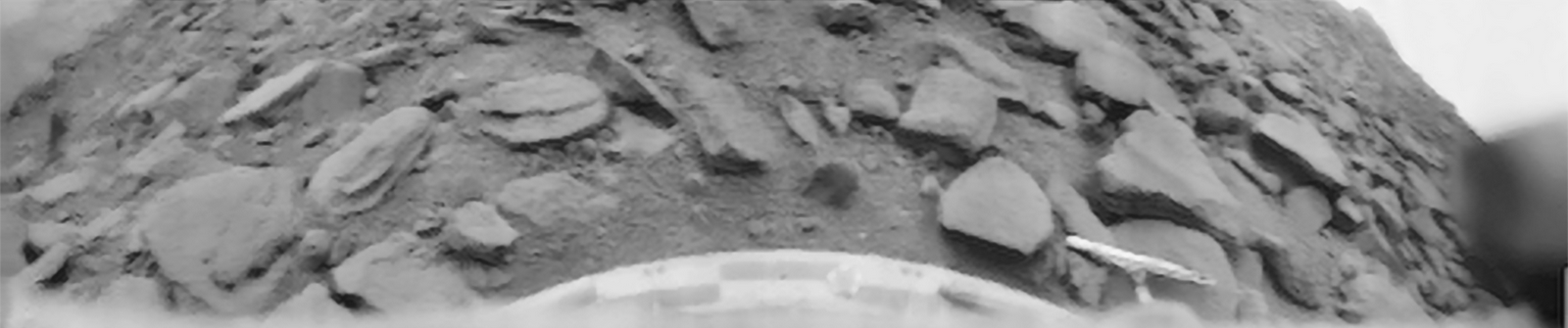
Панорама поверхні Венери. Фото 1975 року ("Венера-9")

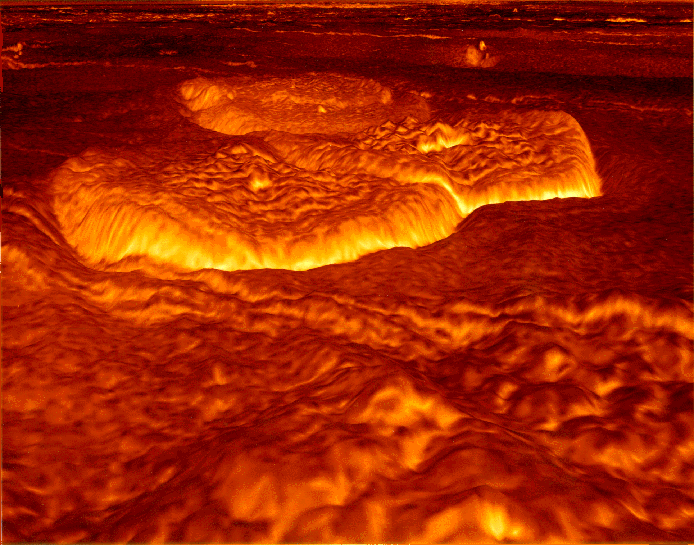
Вулкан на Венері

Гірські породи Венери (рос. венерианские породы, англ. rock from Venus, нім. Venusgesteine) — гірські породи планети Венера. За даними міжпланетних станцій, які здійснили посадку на Венері, венеріанські породи за своїм складом близькі до земних базальтів (про що, зокрема, свідчать дані досліджень калій-уранової систематики) або їх глибинних аналогів — габро. Це ж підтверджують дані таблиці:
| Оксиди, елементи | Дані станції «Венера-13» | Лейцитовий базальт | Дані станції «Венера-14» | Толейтовий базальт |
| ---------------- | ------------------------ | ------------------ | ------------------------ | ------------------ |
| SiO2             | 45,1 ± 3,0               | 46,18              | 48,7 ± 3,6               | 50,6               |
| TiO2             | 1,59 ± 0,45              | 2,13               | 1,25 ± 0,41              | 1,2                |
| Al2O3            | 15,8 ± 3,0               | 12,74              | 17,9 ± 2,6               | 16,3               |
| FeO              | 9,3 ± 2,2                | 9,86               | 8,8 ± 1,8                | 8,8                |
| MnO              | 0,2 ± 0,1                | 0,19               | 0,16 ± 0,08              | 0,2                |
| MgO              | 11,4 ± 6,2               | 8,36               | 8,1 ± 3,3                | 8,5                |
| CaO              | 7,1 ± 0,96               | 8,16               | 10,3 ± 1,2               | 12,0               |
| Na2O             | 2 ± 0,5                  | 2,36               | 2,4 ± 0,4                | 2,4                |
| K2O              | 4 ± 0,63                 | 6,18               | 0,2 ± 0,07               | 0,1                |
| S                | 0,65 ± 0,40              | 0,036              | 0,35 ± 0,28              | 0,07 ± 0,01        |
| Cl               | < 0,3                    | -                  | < 0,4                    | 0,01               |

Внутрішня будова Венери

Підвищений вміст сірки у венеріанському ґрунті пояснюється його взаємодією з атмосферою, де сірка є специфічним елементом. Серед венеріанських порід зустрічаються різновиди, складені дрібноуламковим матеріалом, розпушеним ґрунтом темного кольору, а також тонкоплиточними шарами. В окремих випадках досліди показали, що венеріанські породи аналогічні земним лужним базальтоїдам або сієнітам.
Розрахунок мінерального складу поверхні Венери, за даними таблиці, показує, що для району посадки «Венери-13» переважають олівін, діопсид, анортит та ортоклаз (в сумі 83 %), а для району посадки «Венери-14» характерні діопсид, гіперстен, анортит, альбіт (в сумі 87 %). Розрахункова густина ґрунту в місцях посадки станцій «Венера-13 і 14» складає відповідно 1,4-1,5 г/см3 і 1,15-1,2 г/см3. Дані радіолокації дають іншу цифру, в середньому для венеріанської поверхні — 2,2 г/см3, а дослідження «Венери-10» ще більше значення густини — 2,7-2,9 г/см3. Питомий електричний опір ґрунту планети, за даними прямих вимірювань, становить 73-89 Ом·м. Всі досліджені типи поверхні Венери складаються з магматичних гірських порід тільки основного складу.